# Cantó de Nolay
El cantó de Nolay és un cantó francès del departament de Costa d'Or, situat al districte de Beaune. Té 17 municipis i el cap és Nolay.

## Municipis
- Aubigny-la-Ronce
- Baubigny
- Chassagne-Montrachet
- Cormot-le-Grand
- Corpeau
- Ivry-en-Montagne
- Jours-en-Vaux
- Molinot
- Nolay
- Puligny-Montrachet
- La Rochepot
- Saint-Aubin
- Saint-Romain
- Santenay
- Santosse
- Thury
- Vauchignon

## Història
| Data d'elecció                           | Identitat                    | Partit                        | Qualitat |
| ---------------------------------------- | ---------------------------- | ----------------------------- | -------- |
| 1945-1964                                | André Cochon                 | Divers droite                 |          |
| 1964-1970                                | Georges Rave                 | radical                       |          |
| 1970-1988                                | Jean-Philippe Lecat          | UDR, després RPR, després UDF |          |
| 1988-2001                                | François Desmoulins-Lebeault | Divers droite                 |          |
| 2001-                                    | Emmanuel Bichot              | RPR, després UMP              |          |
| les dades anteriors no són pas conegudes |                              |                               |          |
|                                          |                              |                               |          |

## Demografia
| A partir de 1990: Població sense dobles comptes |